# Баканов, Борис Александрович
Борис Александрович Баканов (2 ноября 1955) — советский и узбекистанский футболист, защитник, нападающий, полузащитник.
В первенстве СССР играл за команды второй лиги «Шахриханец» Шахрихан (1977), «Старт» Ташкент (1978, 1981—1982, 1984), «Бустон»/«Звезда» Джизак (1980—1981, 1982—1983), «Сохибкор» Халкабад (1985—1988), «Спартак» Андижан (1989—1990), «Кайсар» Кзыл-Ода (1990).
Выступал в чемпионате Узбекистана за «Навруз» Андижан (1992), «Трактор» Ташкент (1993—1995) и в чемпионате Узбекистана за «СКИФ-Арсенал»/«СКИФ-Ордабасы» Чимкент (1992—1993).
Старший брат Константин погиб в авиакатастрофе в составе «Пахтакора» в 1979 году.